# Кудлай, Дмитрий Анатольевич
Дмитрий Анатольевич Кудлай (род. 10 декабря 1967 года) — российский учёный-иммунолог, член-корреспондент РАН (2022), вице-президент по внедрению новых медицинских технологий АО "ГЕНЕРИУМ".

## Биография
Родился 10 декабря 1967 года в Новокузнецке.
В 1994 году — окончил Новосибирский государственный медицинский университет, специальность — лечебное дело, в 2005 году — окончил Московский педагогический государственный университет, специальность — иностранные языки.
В 2000 году — защитил кандидатскую, в 2007 году — докторскую диссертацию, тема: «Иммунометаболические аспекты патогенеза политравмы».
С 1995 по 2000 годы — работал в ведомственной системе здравоохранения в Новосибирске, возглавлял больнично-поликлиническое объединение Главного Управления внутренних дел Новосибирской области.
С 2000 по 2004 годы — работал медицинским советником в фармацевтических проектах ведущих иностранных компаний.
С 2004 по 2012 годы — работал в ОАО «Фармстандарт», занимал должность заместителя генерального директора по направлению биотехнологий.
С января 2013 года по настоящее время — входит в руководящий состав АО «ГЕНЕРИУМ».
В 2022 году — избран членом-корреспондентом РАН от Отделения медицинских наук.
В настоящее время — ведущий научный сотрудник ФГБУ «ГНЦ Институт иммунологии» ФМБА России, профессор Академии постдипломного образования ФМБА России, профессор кафедры фармакологии Института фармации Первого Московского государственного медицинского университета (МГМУ) имени И. М. Сеченова.
С 2024 года — директор по программам инновационного развития НГУ

## Научная деятельность
Специалист в области медицинской биотехнологии.
Принимает активное участие в разработке и реализации доклинических и клинических исследований, маркетинговых стратегий новейших лекарственных и диагностических препаратов в области фтизиатрии, пульмонологии, орфанных заболеваний, осуществляет программу сотрудничества с РАН в части разработки инновационных диагностикумов и лекарственных средств.
Автор 590 научных работ, в т.ч. 23 монографий и практических руководств, а также 9 патентов на изобретение.
Индекс Хирша — 42.
Является постоянным участником межправительственных комиссий по вопросам сотрудничества в области фармацевтики, выступал на заседаниях Рабочей группы по развитию биотехнологий при Правительстве Российской Федерации.

### Научно-организационная деятельность
- член Правительственной подкомиссии по обращению лекарственных средств;
- член рабочей группы Минздрава Российской Федерации по рынку лекарственных препаратов в рамках Евразийской экономической комиссии;
- член Экспертного совета по развитию фармацевтической и медицинской промышленности при Министерстве промышленности и торговли Российской Федерации;
- член ERS (Европейского пульмонологического общества);
- член научной ассоциации AABB (Американской ассоциации банков крови);
- член «Национальной ассоциации специалистов по тромбозам, клинической гемостазиологии и гемореологии»;
- заместитель председателя Совета по приоритетному направлению 20в научно-технологического развития РФ при Президенте РФ;
- член попечительского совета Российского научного фонда.

## Награды
- Медаль ордена «За заслуги перед Отечеством» I степени (2022)
- Медаль ордена «За заслуги перед Отечеством» II степени (2020)[5]
- Премия Правительства Российской Федерации в области науки и техники (в составе группы, за 2018 год) — за разработку, промышленное производство и масштабное внедрение полного спектра отечественных препаратов рекомбинантных факторов свертывания крови VII, VIII и IX для лечения гемофилии[6]
- Почётный химик Российской Федерации
- Почетная грамота Министерства промышленности и торговли Российской Федерации (2016 год)